# Всеобщие выборы в Эквадоре (2017)
Всеобщие выборы 2017 года в Эквадоре прошли 19 февраля, они объединяли в себе первый тур президентских и парламентские выборы, а также референдум о запрете политикам и государственным служащим иметь банковские счета или компании, основанные в офшорных зонах. Второй тур президентских выборов состоялся 2 апреля 2017 года.

## Предпосылки
Законодательство Эквадора запрещает президенту Рафаэлю Корреа переизбираться на свой пост. Его сторонники создали организацию «Рафаэль, с тобой навсегда!» (исп. Rafael Contigo Siempre), инициировав кампанию за изменение конституции, чтобы позволить ему вновь баллотироваться в президенты. В общей сложности было собрано около 1,25 млн подписей избирателей, при том, что для проведения референдум требовалось 8 % (929 062 подписи). Тем не менее, Корреа заявил, что планирует уйти из политики и не будет вновь баллотироваться.

## Избирательная система
Президент Эквадора избирается с использованием модифицированной двухтуровой системы, при которой кандидату, чтобы быть избранным в первом туре, необходимо получить более 40 % голосов и опередить своего ближайшего конкурента не менее чем на 10 процентных пунктов.
137 членов Национальной ассамблеи избираются тремя способами; 116 депутатов избираются в одномандатных округах с использованием системы относительного большинства, 15 человек избираются от общенационального избирательного округа с использованием пропорционального представительства, оставшиеся шестеро парламентариев избираются в трёх двухмандатных округов, представляя в парламенте эквадорцев, живущих за рубежом. Голосование является обязательным для избирателей в возрасте от 18 до 65, за исключением неграмотных. В выборах могут участвовать лица достигшие 16, а также иностранные граждане, легально проживающие в Эквадоре, по крайней мере в течение пяти лет. Не допускаются лица признанные невменяемыми, осуждённые за мошенничество в государственном секторе или на выборах, алкоголики, бомжи и неплательщики налогов.

## Опросы
Результаты предвыборных опросов общественного мнения приведены в таблице ниже в обратном хронологическом порядке, показывая самые последние первыми. Самый высокий процент в каждом опросе отображается жирным шрифтом и выделен цветом ведущего участника.
| Date          | Институт            | Ленин Морено | Гильермо Лассо |
| ------------- | ------------------- | ------------ | -------------- |
| 22 Март 17    | Eureknow            | 44,3 %       | 41,3 %         |
| 22 Март 17    | DIAGNOSTICO         | 48,73 %      | 37,07 %        |
| 21 Март 17    | Perfiles de Opinión | 49,37 %      | 36,35 %        |
| 21 Март 17    | CEDATOS             | 52,4 %       | 47,6 %         |
| 21 Март 17    | Market              | 52,1 %       | 47,9 %         |
| 19 Март 17    | CMS                 | 36,76 %      | 35,86 %        |
| 16 Март 17    | DIAGNOSTICO         | 50,61 %      | 36,72 %        |
| 15 Март 17    | CEDATOS             | 49,2 %       | 50,8 %         |
| 14 Март 17    | Market              | 53,2 %       | 46,8 %         |
| 14 Март 17    | Perfiles de Opinión | 51,02 %      | 35,53 %        |
| 12 Март 17    | Opinión Pública     | 46 %         | 35 %           |
| 09 Март 17    | DIAGNOSTICO         | 48,36 %      | 35,70 %        |
| 06 Март 17    | CMS                 | 35,17 %      | 35,01 %        |
| 01/03/17      | DIAGNOSTICO         | 50,39 %      | 41,20 %        |
| 25 февраля 17 | CIS                 | 59 %         | 41 %           |
| 25 февраля 17 | CEDATOS             | 47,9 %       | 52,1 %         |

| Date           | Институт             | Ленин Морено | Гильермо Лассо | Синтия Витери | Пако Монкайо | Абдала Букарам | Вашингтон Песантес | Иван Эспинель | Патрисио Сукуланда |
| -------------- | -------------------- | ------------ | -------------- | ------------- | ------------ | -------------- | ------------------ | ------------- | ------------------ |
| 8 февраля 2017 | Market               | 28,5         | 18,3           | 20,2          | 11,5         | 4,9            | 0,9                | 2,6           | 1,0                |
| 8 февраля 2017 | Perfiles de Opinión  | 35           | 16             | 14            | 7            | 4              | <2                 | 4             | <2                 |
| 8 февраля 2017 | CEDATOS              | 32,3         | 21,5           | 14,0          | 7,7          | 4,1            | 0,5                | 2,9           | 0,6                |
| 8 февраля 2017 | Opinión Pública      | 34,2         | 18,2           | 13,7          | 7,4          | 3,6            | 0,1                | 2,5           | 0,6                |
| 8 февраля 2017 | CIEES                | 43,3 %       | 21,3 %         | 12,6 %        | 10,8 %       | 6,6 %          | 1,0 %              | 3,9 %         | 0,6 %              |
| 8 февраля 2017 | CMS                  | 25,63        | 15,18          | 6,64          | 5,52         |                |                    |               |                    |
| 28 января 2017 | Informe Confidencial | 26,5         | 17,5           | 18,5          |              |                |                    |               |                    |
| 27 января 2017 | CMS                  | 26,42        | 15,51          | 7,70          | 5,97         | 2,94           | <2,0               | <2,0          | <2,0               |
| 23 января 2017 | CEDATOS              | 34,3         | 22,9           | 11,4          | 8,0          | 4,3            | 0,5                | 1,7           | 0,3                |
| 21 января 2017 | Market               | 28,17        | 16,57          | 17,98         | 13,22        | 4,78           | 0,59               | 1,53          | 1,3                |
| 19 января 2017 | Estrategia y Táctica | 23,6         | 15,8           | 12,8          | 16,9         |                |                    |               |                    |
| 15 января 2017 | Opinión Pública      | 34,0         | 18,2           | 8,9           | 6,0          | 2,9            | 0,2                | 1,2           | 0,1                |
| 8 января 2017  | Perfiles de Opinión  | 35           | 17             | 14            | 8            | 4              | <3                 | <3            | <3                 |

## Результаты президентских выборов
|  | Lista   | Партия                                       | Кандидат                  | Голоса    | %       | Голоса    | %       |
|  | ------- | -------------------------------------------- | ------------------------- | --------- | ------- | --------- | ------- |
|  | 35      | Альянс ПАИС                                  | Ленин Морено              | 3 716 343 | 39,36 % | 5 060 424 | 51,15 % |
|  | 21 23   | Созданные возможности                        | Гильермо Лассо            | 2 652 403 | 28,09 % | 4 833 828 | 48,85 % |
|  | 6       | Социал-христианская партия                   | Синтия Витери             | 1 540 903 | 16,32 % |           |         |
|  | 12 2 18 | Национальное соглашение по изменению         | Пако Монкайо              | 634 030   | 6,71 %  |           |         |
|  | 10      | сила Эквадор                                 | Абдала Букарам            | 455 187   | 4,82 %  |           |         |
|  | 5       | Социальная ответственность сила              | Иван Эспинель             | 299 840   | 3,18 %  |           |         |
|  | 3       | Патриотическая общественная партия 21 января | Patricio Zuquilanda Duque | 72 679    | 0,77 %  |           |         |
|  | 19      | Эквадорский Союз движение                    | Вашингтон Песантес        | 71 107    | 0,75 %  |           |         |

## Результаты парламентских выборов
| Партия / Движение | Партия / Движение                              | Количество депутатов |
| ----------------- | ---------------------------------------------- | -------------------- |
|                   | Альянс ПАИС                                    | 74                   |
|                   | Созданные возможности-SUMA                     | 34                   |
|                   | Социал-христианская партия                     | 15                   |
|                   | Движение многонационального единства Пачакутик | 4                    |
|                   | Демократическая левая                          | 4                    |
|                   | Патриотическая общественная партия 21 января   | 2                    |
|                   | сила Эквадор                                   | 1                    |
|                   | другие                                         | 3                    |
| Всего             | Всего                                          | 137                  |